# Sergej Solovjov (voetballer)
Sergej Solovjov (Russisch: Серге́й Александрович Соловьёв) (Sokol, 9 maart 1915 –  Moskou, 11 februari 1967) was een profvoetballer uit de Sovjet-Unie. Hij speelde ook professioneel ijshockey en bandy.  

## Biografie
Solovjov begon zijn carrière bij Dinamo Leningrad en maakte in 1940 de overstap naar Dinamo Moskou. Met deze club werd hij kampioen in 1940, 1945 en 1949 en werd hij topschutter van de competitie in 1940, 1947 en 1948. Hij is de speler die het meest aantal goals scoorde voor Dinamo. Door het uitbreken van de Tweede Wereldoorlog lag de competitie enkele jaren stil, anders was zijn palmares wellicht nog groter geweest. Omdat de Sovjet-Unie twintig jaar lang geen interlands speelde kon hij nooit voor zijn land uitkomen. 
In 1947 werd hij met Dinamo ook landskampioen in het ijshockey en in 1951 en 1952 in het bandy.